# Pengpu
Pengpu (kínaiul 蚌埠, pinjin: Bèngbù) prefektúra szintű város Kínában, Anhuj tartományban. Lakosainak száma 3 296 408 fő (2020).

## Népesség
| 2010 | 3 164 467 |
| 2020 | 3 296 408 |

## Testvérvárosok
- Bergamo
- Szolnok